# Donato de Besançon
Donato de Besançón (nacido hacia el 590) fue obispo de esa ciudad. Antes de convertirse en obispo, fue monje discípulo de san Columbano en la abadía de Luxeuil. Hacia el 626 fue hecho obispo de Besanzón. Allí aunque los deberes de su cargo lo obligaban a no seguir del todo su vida monástica, fundó un monasterio conocido inicialmente como Palatium y luego como de san Pablo. La regla que redactó para estos monjes se ha perdido.
Tras quedar viuda, la madre de Donato, Flavia, fundó allí mismo un monasterio femenino. El obispo redactó para ellas otra regla que, según confesión de él mismo, compila normativa tomada de la regla de San Benito, de la regla de San Columbano y de la de Cesáreo.
Se ignora el año de su muerte aunque su dies natalis fue el 7 de agosto de acuerdo con el martirologio benedictino.